# Klasztor Dominikanów w Tallinnie
Klasztor Dominikanów (est. Dominiiklaste klooster), także klasztor św. Katarzyny (Püha Katariina klooster) – średniowieczny kompleks klasztorny w Tallinnie, od 1531 roku pozostający w ruinie.

## Historia
Dominikanie zostali sprowadzeni do Rewla w XIII w. i w 1246 rozpoczęli budowę swojego klasztoru. Równocześnie wznoszone były zabudowania klasztorne oraz kościół św. Katarzyny, przez co prace budowlane postępowały bardzo wolno. Pod koniec I połowy XIV w. zakończono budowę zachodniej elewacji kościoła z bogato zdobionymi portalami, zaś w końcu stulecia - wieży, położonej od strony południowo-zachodniej.
W XV w. rewelski klasztor dominikanów podupadł, zaś w okresie reformacji został zlikwidowany. W 1524 tłum mieszkańców miasta zniszczył kościół św. Katarzyny i tylko dzięki interwencji rady miejskiej udało się ocalić część jego wyposażenia. W 1525 dominikanie zostali ostatecznie zmuszeni do opuszczenia Rewla, zaś w 1531 opustoszały kompleks budynków strawił pożar.
W latach 1842–1844 ruiny dawnego klasztornego refektarza przebudowano na katolicki kościół św. św. Piotra i Pawła, pierwszy w mieście od trzystu lat. Obiekt wyświęcono w 1845. Na terenie pozostałych ruin rozwijała się dość chaotyczna zabudowa magazynowa i mieszkalna. Dopiero w 1954 teren ten uporządkowano, zabezpieczono ruiny, a w ocalałych krużgankach urządzono wystawę zabytkowego kamiennego detalu architektonicznego.

## Architektura
Kompleks klasztorny był czteroskrzydłowy, z wewnętrznym dziedzińcem. Główną dominantą budowli był klasztorny kościół św. Katarzyny, w momencie zakończenia budowy najdłuższy budynek w mieście (67,7 m). Budynek kryty był przynajmniej w części sklepieniem gwiaździstym. Bogactwem zdobień wyróżniały się kościelne portale na elewacji zachodniej. 
Zniszczenia w XVI w. przetrwała jedynie część krużganków otaczających zamknięty dziedziniec oraz część wschodniego skrzydła budynku z kościelną zakrystią na pierwszej kondygnacji i salą zakonnej kapituły na drugiej kondygnacji. Obiekty te powstały w ostatnich dziesięcioleciach funkcjonowania klasztoru, na początku XVI w., i są jednymi z najpóźniejszych chronologicznie przykładów architektury gotyckiej w Tallinnie.